# Jesús Castillo (Fußballspieler)
Jesús Abdallah Castillo Molina (* 11. Juni 2001 in Callao) ist ein peruanischer Fußballspieler.

## Karriere

### Verein
Castillo stieß Anfang 2019 von der zweiten in die erste Mannschaft von Sporting Cristal vor und wurde hier zum Stammspieler, als welcher er wettbewerbsübergreifend über 100 Einsätze für den Klub absolvierte. Zudem gewann er jeweils einmal die Meisterschaft und den Pokal und kam international in der Copa Sudamericana und der Copa Libertadores oft zu Einsätzen. Seit der Spielzeit 2023/24 steht er in Portugal bei Gil Vicente unter Vertrag. Sein Debüt in der Liga Portugal gab er am 12. August 2023, als er bei einem 5:0-Sieg über den Portimonense SC zur 82. Minute für Mory Gbane eingewechselt wurde.

### Nationalmannschaft
Sein Debüt für die peruanische A-Nationalmannschaft gab er am 16. Januar 2022 bei einem 1:1-Freundschaftsspiel gegen Panama, in dem er in der Startelf stand und zur 69. Minute für Renzo Garcés ausgewechselt wurde. Nach mehreren weiteren Freundschaftsspielen wurde er ab September 2023 auch in der Qualifikation für die Fußball-Weltmeisterschaft 2026 eingesetzt. Er war zudem im Turnierkader seiner Mannschaft bei der Copa América 2024.